# 8025 Forrestpeterson
8025 Forrestpeterson è un asteroide della fascia principale. Scoperto nel 1991, presenta un'orbita caratterizzata da un semiasse maggiore pari a 2,7455950 UA e da un'eccentricità di 0,1113608, inclinata di 4,39488° rispetto all'eclittica.